# Amalia Taglioni
Amalia (Amalie) Taglioni, z domu Galster (ur. ok. 1808, zm. 24 grudnia 1881, Berlin) – niemiecka artystka baletu.
Była żoną Paula, matką Marii Taglioni (zwanej młodszą) i szwagierką Marii Taglioni (zwanej wielką).

## Występy w Polsce
- W 1835 roku, podczas zjazdu monarchów w Kaliszu wraz z mężem.
- Od 26 kwietnia do 18 czerwca 1844 roku w operze Cyrulik sewilski Gioacchino Rossiniego i w baletach: Zabawa z tańcami, Cień,  Mleczarka szwajcarska,  Miranda, Dwaj złodzieje, czyli Robert i Bertrand w Teatrze Wielkim i w  Zabawie tancerska w Pomarańczarni.
- Od 27 lipca do 31 sierpnia 1845 w baletach: Pani T… w podróży, Dwaj złodzieje, czyli Robert i Bertrand, Zabawy zimowe, oraz w operze Niema z Portici[2].